# Минская ТЭЦ-4

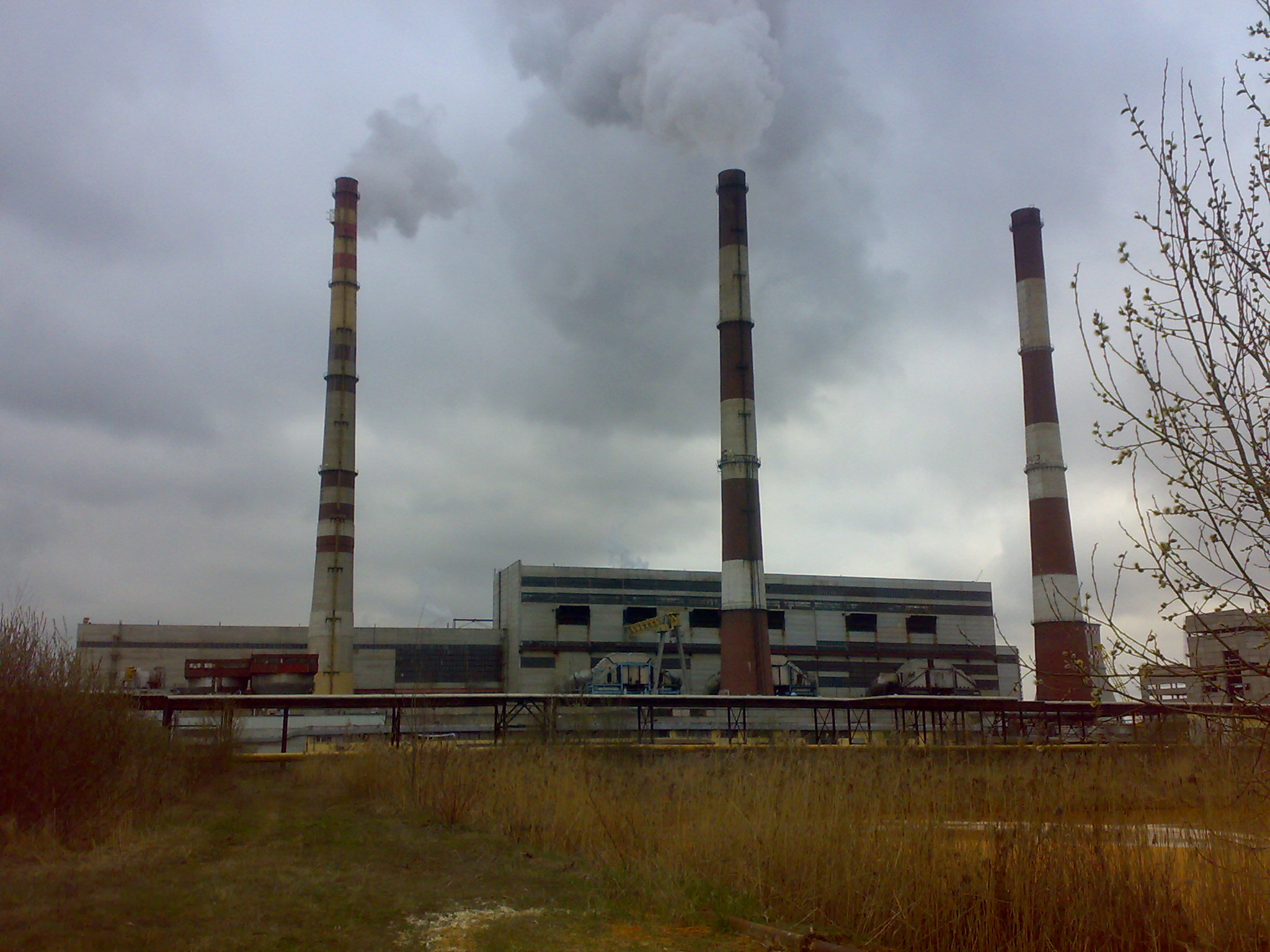

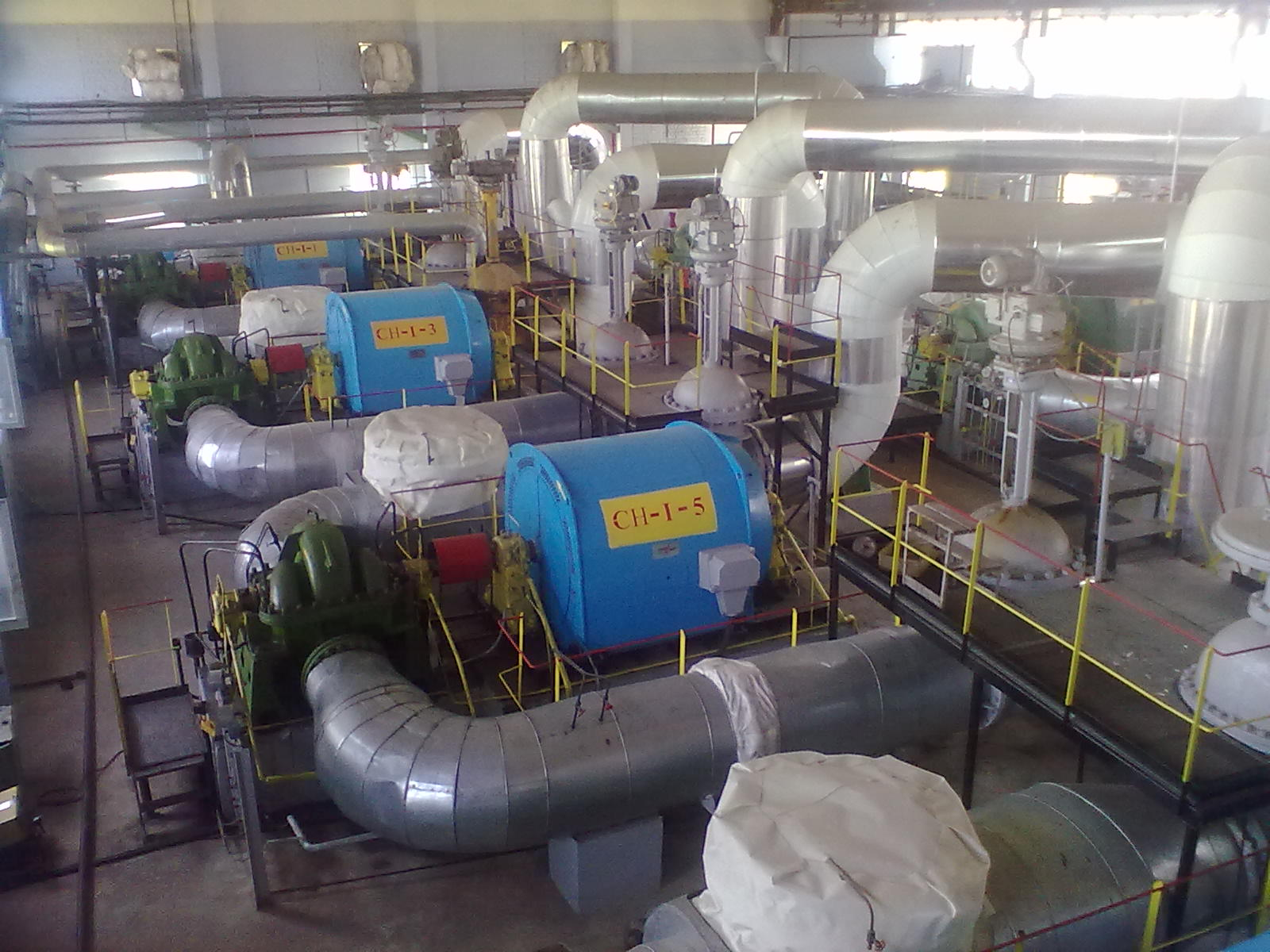

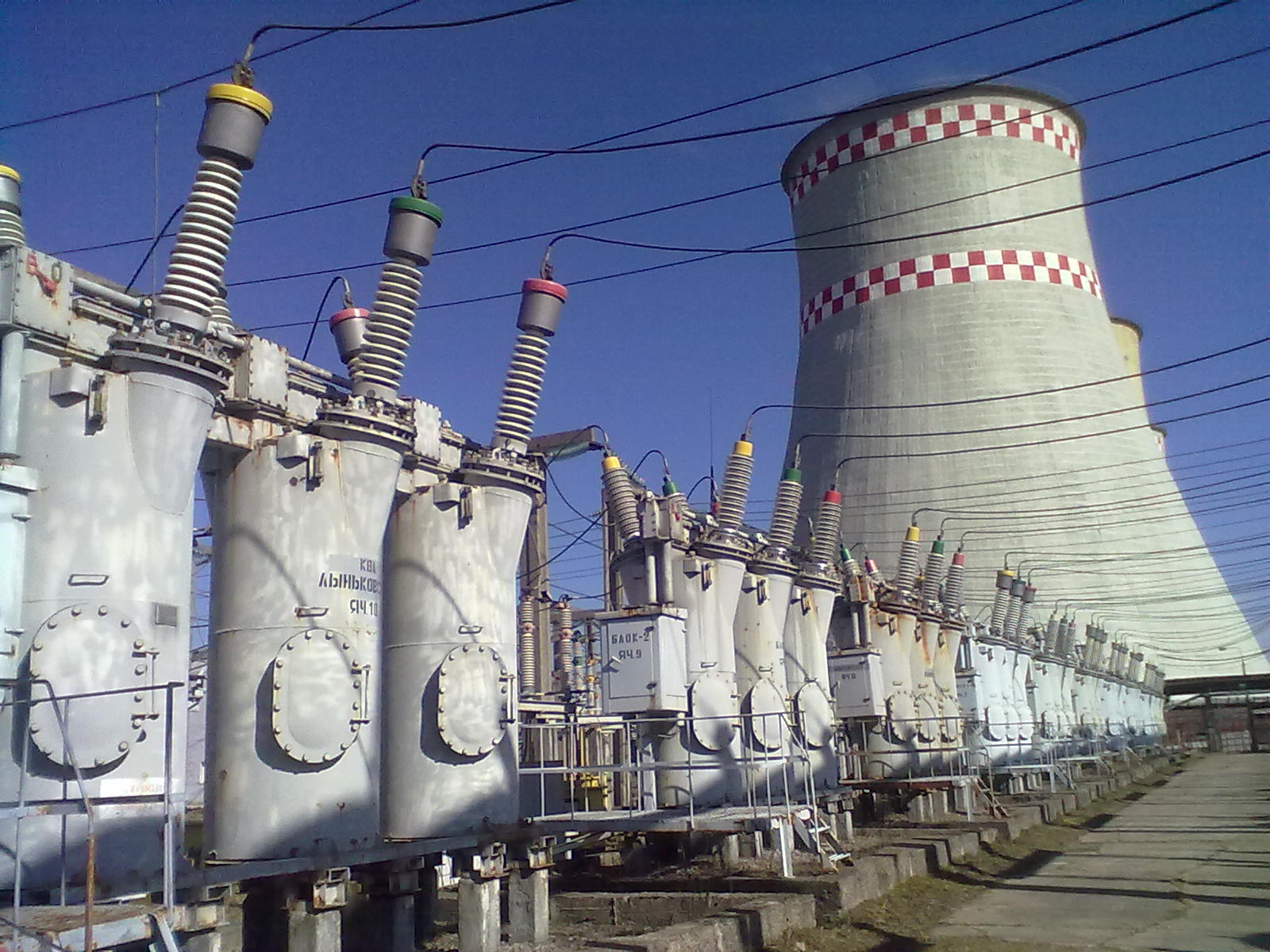

Филиал «Минская ТЭЦ-4» РУП «Минскэнерго», теплоэлектроцентраль, расположенная в Западном промышленном узле города Минска, является основным источником для покрытия тепловых нагрузок для нужд отопления, вентиляции и горячего водоснабжение западной, юго-западной, частично северной и центральной его частей. Это одна из наиболее современных и эффективно работающих тепловых электроцентралей объединённой энергосистемы Республики Беларусь.
Дирекция строящейся станции была организована 30 апреля 1971 года, введена в эксплуатацию 30 сентября 1977 года. Установленная электрическая мощность ТЭЦ составляет — 1035 МВт, тепловая — 1656,6 Гкал/ч. Основной вид топлива-природный газ, резервный-мазут. Минская ТЭЦ-4 обеспечивает около 45,6 % г. Минска тепловой энергией и генерирует около 1/10 части годового объема производимой в Республике Беларусь электроэнергии.

## Описание[1]
На ТЭЦ-4 установлено 3 турбины, 4 котла, и 3 энергоблока (турбина-котел) на сверхкритические параметры пара, (540 ◦С и 240 ата), 2 турбодендерные энергетические установки УДЭУ-2,5 МВт, 4 электрических водогрейных электродных котла ZVP-2840, суммарной потребляемой мощностью 160 МВт и отпуском тепла 137,6 Гкал/ч.
Основное оборудование филиала состоит из двух частей (очередей): неблочной части с параметрами 12,7 МПа (130 кгс/см2) и 555 °С; блочной части с параметрами 23,5 МПа (240 кгс/см2) и 540/540 °С.
Неблочная часть построена по типу серийных ТЭЦ-ЗИГМ, оборудование размещено в двухпролетном главном корпусе со встроенной деаэраторной этажеркой. Тепловая схема неблочной части — с поперечными связями. Установлено три турбоагрегата: ПТ-60-130/13 ст. № 1, Т-110/120-130-3 ст.№ 2,Т-110/120-130-4 ст.№ 3 и четыре котла БКЗ-420-140НГМ ст.№ 1,2,3,7.
Основное оборудование блочной части размещено в трехпролетном здании, примыкающем к главному корпусу неблочной части. Установлено три энергоблока 250 МВт с турбоагрегатами Т-250/300-240-3 (ст. № 4, 5), Т-255/305-240-5 (ст. № 6) и котлами ТГМП-344А.
Паровые котлы неблочной части работают на одну дымовую трубу диаметром устья 6,0 м и высотой 180 м. Котлы блоков ст. № 4, 5 по уходящим газам подключены ко второй дымовой трубе диаметром устья 7,2 м и высотой 180 м. Котел блока ст. № 6 подключен к третьей дымовой трубе диаметром устья 8,4 м и высотой 180 м.
В конце 2020 года в филиале была проведена масштабная реконструкция. Введены в эксплуатацию 4 электрических водогрейных электродных котла ZVP-2840, суммарной мощностью 160 МВт, предназначенные для подогрева сетевой воды с целью разгрузки по электрической мощности теплофикационных турбин в ночное время в период минимума электрических нагрузок энергосистемы.
Характеристика котельного оборудования.
1) Котел типа Е420-13,8-560ГМН (модель БКЗ-420-140НГМ-4) (ст. № 1,2,3,7) — однобарабанный, вертикально-водотрубный, с естественной циркуляцией, газоплотный, рассчитан на сжигание топлива двух видов: природного газа и мазута.
Котел работает со следующими номинальными параметрами:
— производительность по перегретому пару — 420 т/ч;
— давление пара в барабане — 15,6 МПа (159 кгс/см2);
— давление перегретого пара — 13,7 МПа (140 кгс/см2);
— температура перегретого пара — 560 °С;
— температура питательной воды — 230 °С.
Котел оборудован восемью комбинированными газомазутными горелками с паромеханическими форсунками производительностью по 3,5 т/ч. Производительность горелки по газу — 3,82 тыс. м3/ч.
Тип горелок: котел ст. № 1 — НПО ЦКТИ, ст. № 2, 3 — БКЗ, ст. № 7 — ГМУ-45-11. Горелочные устройства имеют аэродинамическое сопротивление около 160 мм вод. ст. при номинальной нагрузке.
Воздух, подаваемый в топку котла, подогревается в двух РВП-54. Предварительный подогрев воздуха (при работе на мазуте) производится в энергетических калориферах, состоящих из 24 секций типа СО-110-01. В качестве греющей среды используется сетевая вода, прокачиваемая по замкнутому контуру (подпитка из коллектора обратной сетевой воды после ТФН-2) с подогревом ее в подогревателе сетевой воды калориферов котлов (ПСВК) паром 1,3 МПа (13 кгс/см2). Отвод конденсата греющего пара из ПСВК производится в линию основного конденсата турбин на деаэраторы или в дренажный бак неблочной части.
Котельная установка укомплектована одним дутьевым вентилятором ВДН-25х2 производительностью 434 тыс. м3/ч при напоре 8,5 кПа (867 кгс/м2).

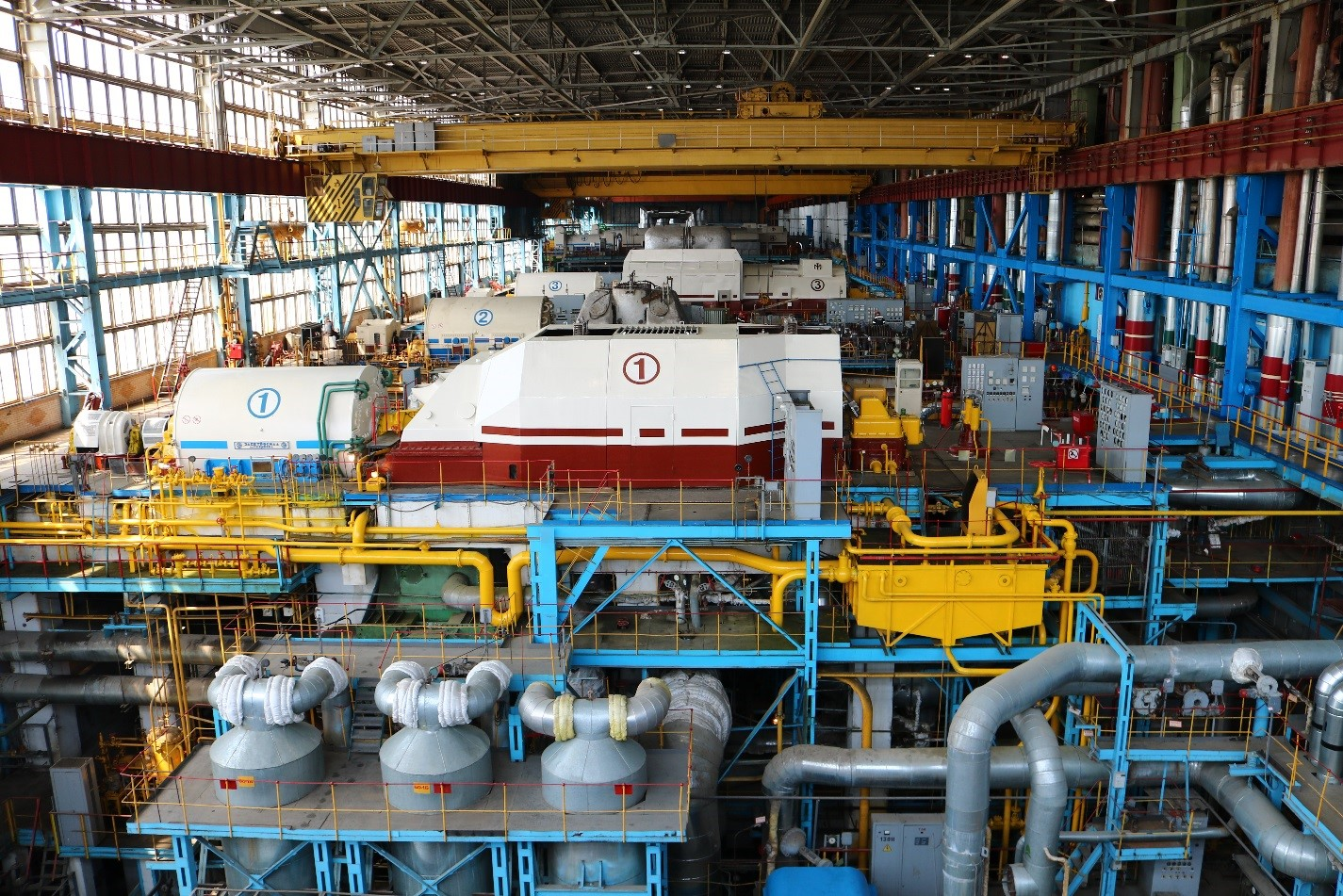

Регулирование производительности вентилятора на котлах осуществляется направляющим аппаратом и плавным изменением скорости вращения. Дутьевые вентиляторы оснащены регулируемыми электроприводами следующих типов:
— котел ст. № 1 — ПЧД-2 с электродвигателем типа АКНЗ-2-15-69-8УЗ мощностью 1000 кВт (пределы регулирования оборотов от 550 до 880 об/мин);
— котел ст. № 2 — ПЧД-2 с электродвигателем типа HQL-063Z99 австрийской фирмы «Элин-Юнион» мощностью 1120 кВт (пределы регулирования оборотов от 600 до 860 об/мин);
— котел ст. № 3 — КТЭЧ с электродвигателем типа АКНЗ-2-15-69-8УЗ мощностью 1000 кВт (пределы регулирования оборотов от 660 до 840 об/мин);

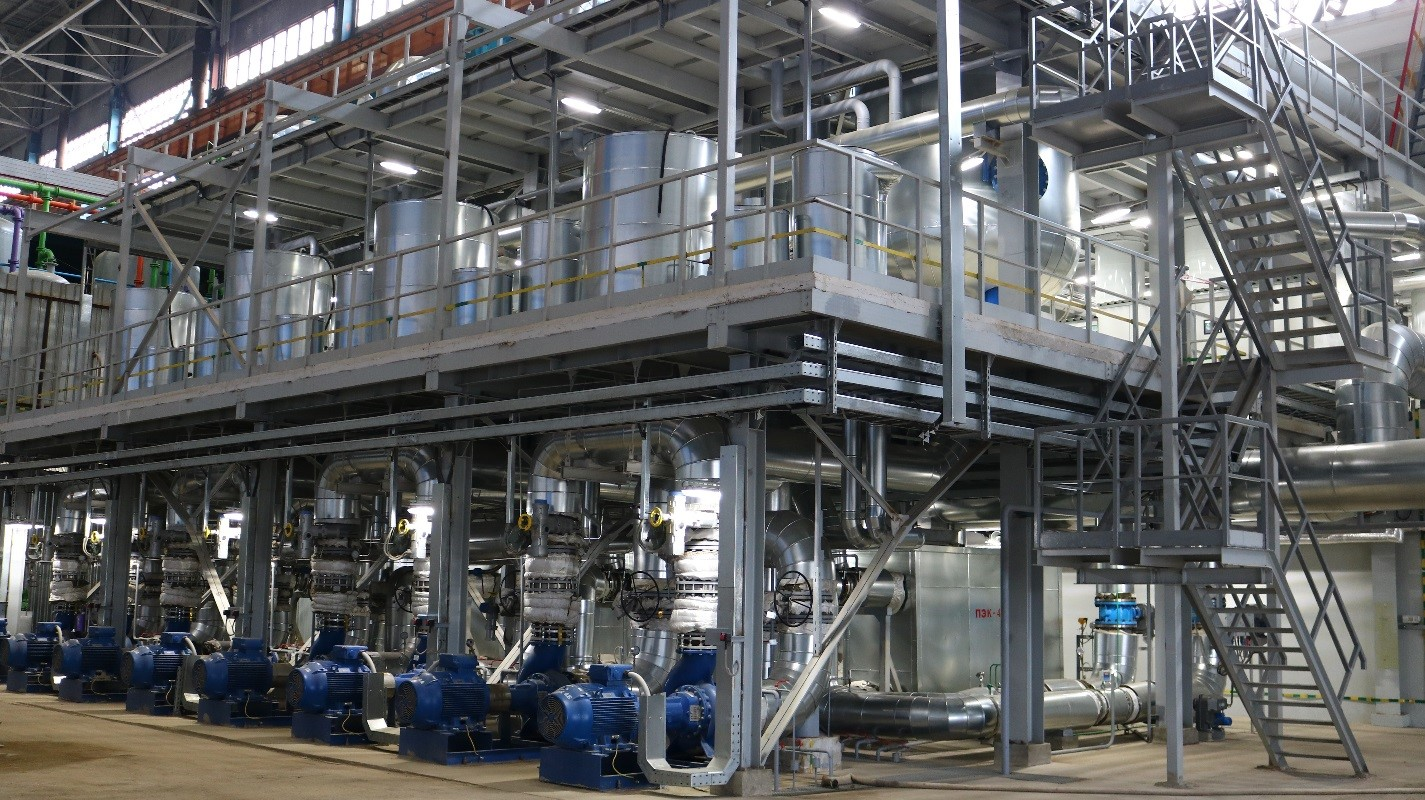

— котел ст. № 7 — ПЧНС-М-630-660 с электродвигателем АКНЗ-2-15-69-8УЗ (пределы регулирования оборотов от 610 до 900 об/мин).
Число оборотов всех электродвигателей в КЗ — режиме составляет 740 об/мин.
Кроме дутьевого вентилятора, в состав тягодутьевых механизмов котельной установки входят:
— один осевой дымосос ДОД-28,5ГМ производительностью 617 тыс. м3/ч при напоре 4,25 кПа (434 кгс/м2), с мощностью электропривода 1250 кВт, частотой вращения 595 об/мин;
— два вентилятора рециркуляции (ВРДГ) типа ВГДН-17 производительностью 75 тыс. м3/ч при напоре 5,7 кПа (582 кгс/м2), мощностью электропривода 400 кВт, частотой вращения 1500 об/мин.
Регулирование производительности дымососов и ВРДГ осуществляется направляющими аппаратами.
Дымовые газы на рециркуляцию отбираются из газоходов котла перед РВП и подаются в воздуховоды котла после РВП (подмешивание к горячему воздуху, подаваемому на горелки).
Температура свежего пара регулируется рециркуляцией дымовых газов и впрысками — с помощью трех впрыскивающих пароохладителей собственного конденсата, установленных после первой ступени конвективного пароперегревателя, крайних пакетов конвективного пароперегревателя III ступени и средних пакетов конвективного пароперегревателя IV ступени.
Для очистки поверхностей нагрева, расположенных в конвективной шахте, применяется устройство для очистки металлической дробью. Транспорт дроби осуществляется воздухом. Для очистки поверхностей нагрева РВП служат устройства для обмывки горячей водой.
Аэродинамическое сопротивление газового тракта при номинальной нагрузке котла составляет ~ 3,82 кПа (390 мм вод. ст.), воздушного тракта — ~ 3,14 кПа (320 мм вод. ст.).
Поверхности нагрева котла, м2:
— топки, лучевоспринимающая — 841;
— ширм — 122;
— КПП I ст. — 1200;
— КПП III ст. — 453;
— водяного экономайзера Iст./IIст. — 1690/1400;
— РВП — 12815.
2) Прямоточный однокорпусной котел типа Кп-1000-25-545/542ГМН (модель ТГМП-344А ТКЗ) (ст. № 4,5,6) на сверхкритические параметры пара с промежуточным перегревом пара газоплотного исполнения рассчитан на сжигание двух видов топлива: природного газа и мазута.
Котел предназначен для работы в блоке с турбоагрегатом Т-250/300-240-3 УТМЗ.
Основные расчетные параметры работы котла:
— номинальная паропроизводительность — 1000 т/ч;
— давление перегретого пара — 25 МПа (255 кгс/см2);
— температура перегретого пара — 545 °С;
— температура питательной воды — 270 °С;
— расход пара промперегрева — 800 т/ч;
— температура пара промперегрева на входе — 300 °С;
— температура пара промперегрева на выходе — 542 °С;
— давление пара промперегрева на входе — 4,0 МПа (41,0 кгс/см2);
— давление пара промперегрева на выходе — 3,8 МПа (38,5 кгс/см2).
Пароводяной тракт сверхкритического давления до встроенной задвижки (ВЗ) выполнен однопоточным, после ВЗ разделен на два несмешивающихся параллельных потока с симметричными выходами пара. Схема пароводяного тракта котла ст. № 4 до ВЗ разделена на НРЧ, СРЧ и ВРЧ (двухразъемная конструкция топочной камеры). В отличие от котла ст. № 4, схема пароводяного тракта котлов ст. № 5, 6 до ВЗ разделена на НРЧ и ВРЧ (конструктивно котлы имеют только один разъем по высоте топочной камеры), поверхность НРЧ объединяет НРЧ и СРЧ.
Топочная камера котла оборудована 16 газомазутными горелками вихревого типа, установленными встречно в два яруса на фронтовом и заднем экранах по 4 горелки на каждом ярусе. Мазут распыливается паромеханическими форсунками «Титан-М» производительностью 5,05 т/ч при давлении 3,4 МПа (35 кгс/см2). Номинальная производительность горелки по газу составляет 4800 м3/ч при давлении 34 кПа (0,35 кгс/см2). Горелочные устройства имеют сопротивление около 2,15 кПа (220 мм вод. ст.) при номинальной нагрузке.
Дымовые газы на рециркуляцию отбираются из газохода котла перед РВП и подаются в смеси с воздухом по периферийным каналам горелок.
Горячий воздух подается через внутренний и центральный каналы горелок, а через периферийный подается смесь воздуха и газов рециркуляции. Подвод воздуха и газов рециркуляции к горелкам осуществлен групповыми коробами. На котлах ст. № 4, 5 возможность перераспределения воздуха и газов рециркуляции между каналами горелок и между горелками отсутствует.
Схема газовоздуховодов котла ст. № 6 обеспечивает возможность подмешивания газов рециркуляции к горячему воздуху, подаваемому в топку, либо через внутренний и центральный, либо через периферийный каналы горелок. Схема газовоздуховодов котла ст. № 6 включает в себя тракт вторичного дутья с соплами, расположенными в один ярус на фронтовом и тыловом экранах топки над горелками на отметке 17 м. Схема тракта вторичного дутья обеспечивает возможность подачи в сопла либо горячего воздуха (при организации ступенчатого сжигания природного газа), либо дымовых газов рециркуляции (для охлаждения сопел при одноступенчатом режиме сжигания природного газа и мазута).
Воздух, подаваемый в топку котла, подогревается в энергетических калориферах (48 секций типа СО-110-01) и в двух РВП-98. В качестве греющей среды в калориферах используется пар из выхлопа ПТН или пар из общеблочного коллектора 1,3 МПа (13 кгс/см2). Конденсат греющего пара откачивается в линию основного конденсата турбины или в общеблочный бак грязного конденсата (БГК).
Котельная установка укомплектована:
— двумя дутьевыми вентиляторами типа ВДН-25х2-I производительностью 500/380 тыс. м3/ч, напором 9,25/5,15 кПа (945/525 кгс/м2) — при частоте вращения 1000/750 об/мин. На ДВ-4 и ДВ-5 установлены двухскоростные электродвигатели мощностью 1600/685 кВт, частотой вращения 994/745 об/мин. ДВ-6 оборудованы регулируемым электроприводом типа ПЧНС-800-500 с электродвигателем типа АКЗО с фазным ротором мощностью 1120 кВт;
— двумя осевыми дымососами ДОД-31,5 ФГМ производительностью 850 тыс. м3/ч, напором 3,65 кПа (372 кгс/м2), мощностью электропривода 1700 кВт, частотой вращения 495 об/мин;
— двумя дымососами рециркуляции газов ГД-31 производительностью 345 тыс. м3/ч, напором 4 кПа (410 кгс/м2), мощностью электропривода 800 кВт, частотой вращения 744 об/мин.
Регулирование производительности вентиляторов котлов осуществляется ступенчатым (котлы ст. № 4 и 5) или плавным (котел ст. № 6) изменением скорости вращения и направляющими аппаратами, дымососов — направляющими аппаратами.
Температура свежего пара регулируется в стационарных режимах с помощью двух штатных впрысков (до ширмового пароперегревателя и перед выходной ступенью конвективного перегревателя), в режимах пуска-останова — пусковыми впрысками, установленными в главном паропроводе. На впрыски подается питательная вода после ПВД.
Регулирование температуры пара промперегрева осуществляется рециркуляцией дымовых газов и штатными впрысками, установленными между ступенями конвективного пароперегревателя, в режимах пуска-останова — впрыском в паропроводы горячего промперегрева. На впрыски подается холодная питательная вода из промступеней питательных насосов.
Для очистки поверхностей нагрева переходного газохода и конвективной шахты от золовых отложений котел оборудован 32 глубоковыдвижными аппаратами обдувки типа ОГ-8. Для очистки от загрязнений набивки воздухоподогревателя на РВП предусмотрено: четыре обдувочных аппарата типа ОП на газовой стороне и устройство для обмывки, устанавливаемое также на газовой стороне. Подача пара на аппараты обдувки, как самого котла, так и РВП, производится из линии холодного промперегрева.
Краткая характеристика турбинного оборудования.
1) Паровая турбина типа ПТ-60-130/13 (ст. № 1) — конденсационная, с двумя регулируемыми отборами пара.
Номинальные значения основных параметров турбины:
— электрическая мощность 60 МВт;
— расход свежего пара 387 т/ч;
— температура свежего пара 555 °С;
— давление свежего пара 12,7 МПа (130 кгс/см2);
— расход пара производственного отбора 140 т/ч;
— давление пара производственного отбора 1,3 МПа (13 кгс/см2);
— расход пара теплофикационного отбора 100 т/ч;
— давление пара теплофикационного отбора 0,12 МПа (1,2 кгс/см2);
— давление пара в конденсаторе 4,4 кПа (0,045 кгс/см2).
Пределы регулирования давления пара теплофикационного отбора 0,07-0,25 МПа (0,7-2,5 кгс/см2). Минимальный пропуск пара в часть низкого давления при закрытой поворотной диафрагме (при давлении пара в камере теплофикационного отбора 0,118 МПа) составляет 20 т/ч.
2) Паровая турбина типа Т-110/120-130-4 УТМЗ (ст. № 2,3) — с двумя отопительными отборами и встроенным в конденсатор теплофикационным пучком.
Номинальные значения основных параметров турбины:
— электрическая мощность 110 МВт;
— расход свежего пара 480 т/ч;
— температура свежего пара 555 °С;
— давление свежего пара 12,7 МПа (130 кгс/см2);
— тепловая нагрузка отопительных отборов 733 ГДж/ч (175 Гкал/ч);
— давление пара в конденсаторе 4,9 кПа (0,05 кгс/см2).
Турбина имеет пять регенеративных нерегулируемых отборов и два отопительных регулируемых отбора пара: верхний и нижний, предназначенных для ступенчатого подогрева сетевой воды в бойлерах турбины. Отопительные отборы пара имеют следующие пределы регулирования давления:
— верхний — от 0,06 до 0,25 МПа (0,6-2,5 кгс/см2);
— нижний — от 0,05 до 0,20 МПа (0,5-2,0 кгс/см2).
3) Паровая теплофикационная турбина Т-250/300-240-3 (ст. № 4 и 5), Т-255/305-240-5 (ст. № 6) с конденсационной установкой и двумя отопительными отборами пара работает в блоке с прямоточным котлом типа ТГМП-334А.
Номинальные значения основных параметров турбины:
— электрическая мощность 250МВт;
— расход свежего пара 955 т/ч;
— давление свежего пара 23,5 МПа (240 кгс/см2);
— температура свежего пара 540 °С;
— температура пара после промперегрева 540 °С;
— тепловая нагрузка отопительных отборов 1420 ГДж/ч (340 Гкал/ч);
— давление пара в конденсаторе 4,9 кПа (0,05 кгс/см2).
Турбина имеет два отопительных отбора пара — верхний и нижний, предназначенных для ступенчатого подогрева сетевой воды.
Отопительные отборы имеют следующие пределы регулирования давления пара:
— верхний — от 0,06 до 0,2 МПа (0,6-2,0 кгс/см2);
— нижний — от 0,05 до 0,15 МПа (0,5-1,5 кгс/см2).
Характеристика электробойлерной установки.
Во временном торце турбинного отделения установлены 4 водогрейных электродных котла ZVP-2840 суммарной мощностью 160 МВт, предназначенные для подогрева сетевой воды с целью разгрузки по электрической мощности теплофикационных турбин в ночное время в период минимума электрических нагрузок энергосистемы. Разгрузка осуществляется за счет передачи тепловой нагрузки турбины на электрокотлы. 
| Показатели                                   | Единица измерения | Величины |
| Максимальная тепловая производительность     | МВт               | 40       |
| Минимальная тепловая производительность      | МВт               | 4        |
| Напряжение питания                           | кВ                | 11       |
| Расчетная температура теплоносителя до       | оС                | 135      |
| Расчетное давление до                        | МПа               | 0,6      |
| Водяной объем                                | м3                | 21       |
| Температура теплоносителя на входе в котел   | оС                | 90       |
| Температура теплоносителя на выходе из котла | оС                | 120      |
| Расход теплоносителя через котел             | 1200 м3/ч         | 1200     |
| Рабочее давление                             | МПа               | 0,25     |

## Теплофикационный комплекс
Система теплоснабжения от Минской ТЭЦ-4 включает в себя две территориальные зоны охвата:
− зона Минской ТЭЦ-4 — пиковые районные котельные (Западный теплофикационный комплекс);
− собственная зона Минской ТЭЦ-4. Отпуск тепла в собственную зону Минской ТЭЦ-4 осуществляется  по двум ниткам (нитки «А» и «Б») магистрали № 61 (ТМ-61) по обычному температурному графику непосредственно из отборов турбин
Западный теплофикационный комплекс состоит из базового источника - Минской ТЭЦ-4 и пяти районных котельных: «Харьковская», «Масюковщина», «Курасовщина», «Орловская» и «Западная», предназначенных для работы в пиковом режиме совместно с Минской ТЭЦ-4. Транспорт теплоты от Минской ТЭЦ-4 к пиковым котельным обеспечивается по транзитным тепловым сетям — по двум ниткам (нитки «А» и «Б») магистрали № 41 (ТМ-41).
Отпуск теплоты близлежащим потребителям (на промзону), а также на собственные нужды Минской ТЭЦ-4 осуществляется по отдельному контуру сетевой воды, включающему в себя насосы прямой и обратной сетевой воды и пиковый бойлер, на который подается пар из коллектора 1,3 МПа (13 кгс/см2).
Теплофикационная насосная I подъема.
В ТФН-1 установлены сетевые насосы I подъема ТМ-41 марки СЭ5000-70 с подачей 5000 м3/ч, напором 70 м, в том числе шесть насосов с электродвигателями мощностью 1250 кВт, частотой вращения 1500 об/мин и один насос с электродвигателем мощностью 1400 кВт с регулируемым электроприводом.
В торце насосной снаружи установлены два бака аварийного запаса подпиточной воды вместимостью по 3000 м3 с двумя насосами аварийной подпитки: СЭ1250-70 с подачей 1250 м3/ч, напором 70 м и 200Д-90 с подачей 720 м3/ч, напором 90 м с электродвигателями мощностью 320 кВт, частотой вращения 1500 об/мин.
Теплофикационная насосная II подъема.
В ТФН-2 установлено семь сетевых насосов II подъема ТМ-41: три насоса СЭ5000-160 (диаметр рабочих колес 406—410 мм) с подачей 5000 м3/ч, напором 137—145 м с электродвигателями мощностью 2500 кВт, частотой вращения 3000 об/мин; три насоса СЭ5000-160 (диаметр рабочих колес 420 мм) с подачей 5000 м3/ч, напором 160 м с электродвигателями мощностью 3150-3200 кВт, частотой вращения 3000 об/мин в том числе два (СН-II-7, СН-II-10) с регулируемыми электроприводами; один насос СЭ2500-180 с подачей 2500 м3/ч, напором 180 м с электродвигателем мощностью 1600 кВт, частотой вращения 3000 об/мин.
Блочная сетевая насосная.
В качестве сетевых насосов I подъема ТМ-61 установлены три насоса СЭ5000-70 с подачей 5000 м3/ч, напором 70 м с электродвигателями мощностью 1250 кВт, частотой вращения 1500 об/мин, в том числе один с регулируемым электроприводом.
В качестве сетевых насосов II подъема ТМ-61 установлены пять насосов СЭ2500-180 подачей 2500 м3/ч с электродвигателями мощностью 1600 кВт, частотой вращения 3000 об/мин, в том числе два насоса с диаметром рабочего колеса 390 мм, напором 140 м и три насоса с диаметром рабочего колеса 408 мм, напором 180 м, один из которых оборудован регулируемым приводом.

## Открытое распределительное устройство
Выдача электроэнергии от филиала производится по 15 линиям электропередачи, подключенным к шинам ОРУ-110 кВ и ОРУ-330 кВ.

## Топливное хозяйство
Мазутное хозяйство состоит из следующих сооружений:
Мазутное хозяйство состоит из следующих сооружений:
— мазутонасосной;
— склада мазута;
— приемно-сливного устройства..
Газовое хозяйство состоит из:
1) Внеплощадочных газопроводов высокого давления I категории;
2) Газорегуляторного пункта ГРП-1 в составе:
-узла регулирования;
-узла очистки газа от механических примесей;
-узла замера расхода газа;
-узла отключающих устройств.
Пропускная способность ГРП-1: 230000 м3/ч.
3) Газорегуляторного пункта ГРП-2 в составе:
-узла регулирования;
-узла очистки газа от механических примесей;
-узла замера расхода газа;
-узла отключающих устройств.
Пропускная способность ГРП-2: 450000 м3/ч.
4) Газопроводов высокого и среднего давления на площадке ТЭЦ и газооборудования котельного отделения.
ГРП-1 и ГРП-2 работают параллельно на общие газопроводы.